# موسیقی در اوکراین

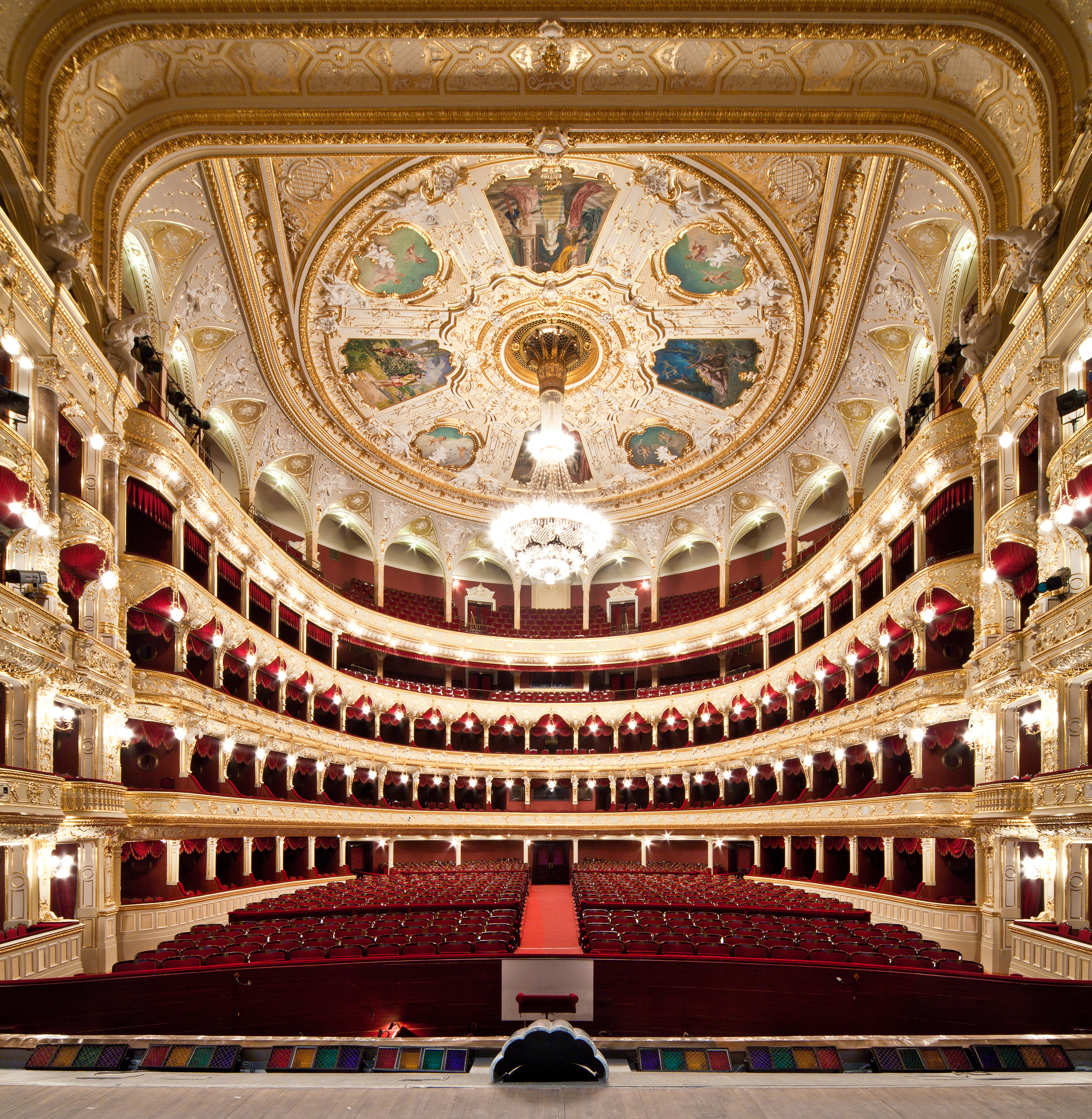
خانه اپرای اودسا

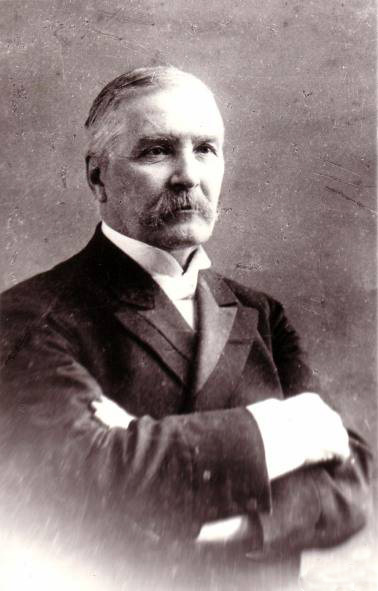
مایکولا لیسنکو، آهنگساز، رهبر ارکستر و پیانیست اوکراینی

موسیقی اوکراینی عناصر متنوع و چندگانه موسیقی را که در تمدن موسیقی غربی و شرقی یافت می‌شود، پوشش می‌دهد. همچنین دارای یک ویژگی منحصر به فرد اسلاوی و مسیحی بومی است که عناصر آن در میان بسیاری از کشورهای همسایه مورد استفاده قرار گرفت.
اوکراین همچنین قلب اصلی موسیقی امپراتوری روسیه سابق است که به ندرت تصدیق می‌شود، خانه اولین آکادمی موسیقی حرفه ای آن، که در اواسط قرن هجدهم افتتاح شد و بسیاری از موسیقی دانان و آهنگسازان اولیه را تولید کرد.
اوکراین مدرن در شمال دریای سیاه واقع شده‌است، که قبلاً بخشی از اتحاد جماهیر شوروی سوسیالیستی بود. چندین گروه قومی آن که در اوکراین زندگی می‌کنند ، سنت‌های موسیقی منحصر به فرد خود را دارند و برخی از آنها موسیقی سنتی را در ارتباط با سرزمینی که در آن زندگی می‌کنند، توسعه داده‌اند.

## موسیقی سنتی قومی اوکراین

### موسیقی سنتی قومی اوکراین - به‌طور کلی
اوکراین خود را در چهارراه آسیا و اروپا یافت و این در موسیقی در یک ترکیب گیج کننده از آواز ملیستیک عجیب و غریب با هماهنگی آکوردلی منعکس می‌شود که همیشه به راحتی با قوانین سنتی اروپای غربی سازگار نیست. برجسته‌ترین ویژگی کلی موسیقی محلی قومی اوکراینی معتبر، استفاده گسترده از حالت‌ها یا کلیدهای جزئی است که شامل فواصل ۲ تقویت شده‌است. این نشانه این است که سیستم عمده-جزئی توسعه یافته در موسیقی اروپای غربی در اوکراین به همان اندازه جاافتاده یا پیچیده نشده‌است.
از نظر ریتمیک موسیقی به ندرت از امضای پیچیده زمان استفاده می‌کند، اما مترهای ترکیبی وجود دارد و موسیقی می‌تواند از نظر هماهنگی بسیار پیچیده باشد.
هارمونی سه و حتی چهار بخشی هارمونی ایجاد شده بود و در مناطق استپی مرکزی اوکراین ثبت شد، اما در اواخر قرن نوزدهم در مناطق کوهستانی مورد استفاده عمومی قرار نگرفت.

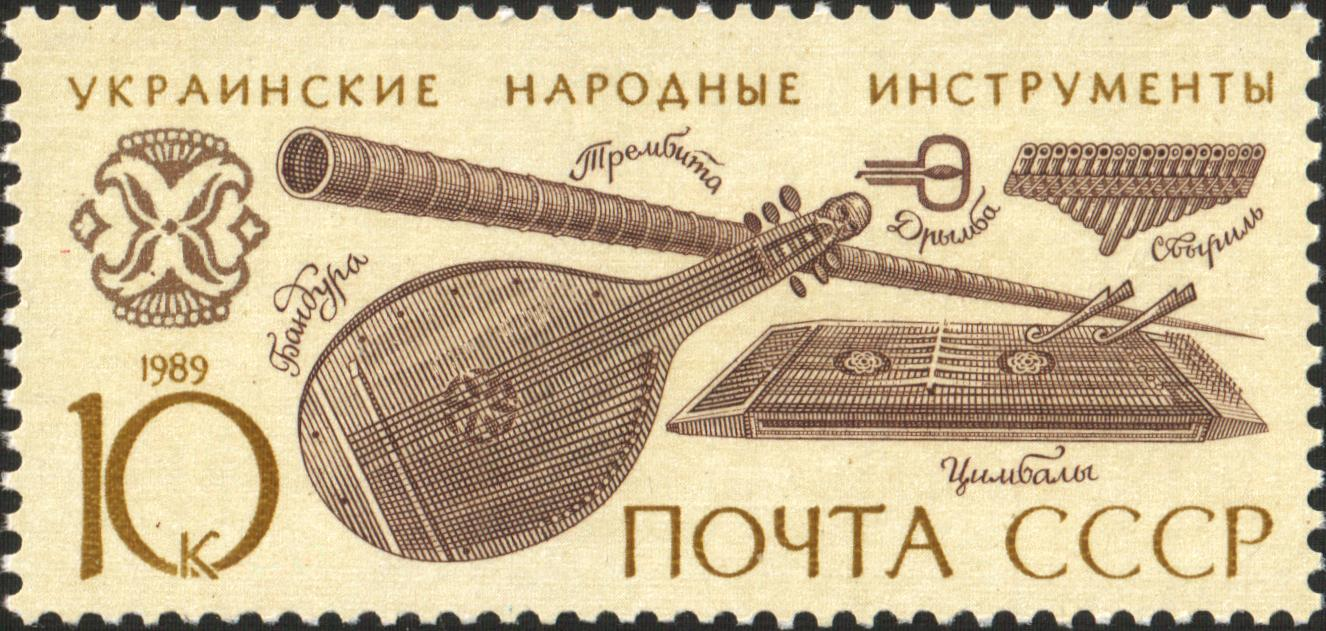
تمبر پستی شوروی که ابزارهای سنتی موسیقی اوکراین را به تصویر می‌کشد

### موسیقی محلی و آواز سنتی و نوازندگان

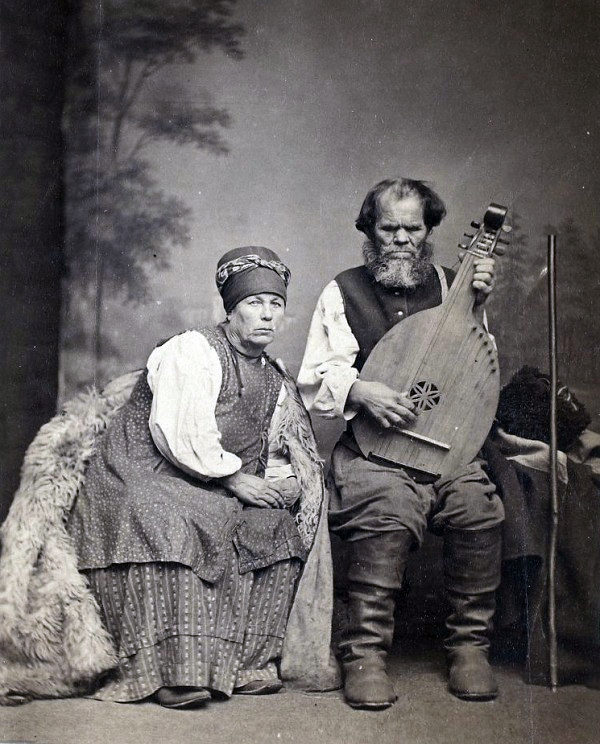
اوستاپ ورسای، مشهورترین کوبزار اوکراینی قرن نوزدهم و همسرش کولینا

اگرچه با بیشتر موسیقی سازی در اوکراین می‌توان آواز خواند، در اوکراین گروهی از نوازندگان حرفه ای فولکلور وجود دارد که با همراهی خود آواز می‌خوانند. به‌طور کلی این نوازندگان دوره‌گرد را کوبزاری (کوبزار - منفرد) می‌نامیدند و آواز خود را با کوبزا، باندورا یا لیره همراه می‌کردند. اگرچه ریشه آنها به دوران باستان بازمی‌گردد، اما فهرست و آداب و رسوم آنها مستقیماً به قرن ۱۷ برمی گردد که در آن دوره درگیری‌های بین کازاک‌ها و بیگانگان مختلف خارجی را به تصویر می‌کشند.

## موسیقی هنری (کلاسیک)
موسیقی هنری (کلاسیک) اوکراین را می‌توان به زیر گروه‌های قومی تقسیم کرد:
1. آهنگسازان و مجریان قومیت اوکراینی ساکن اوکراین.
2. آهنگسازان و مجریانی از قومیت غیر اوکراینی که متولد شده یا در برخی از زمان‌ها شهروند بوده یا در اوکراین فعال بودند.
3. آهنگسازان و مجریان قومی اوکراینی که در خارج از اوکراین در خارج از کشور اوکراین زندگی می‌کنند.

موسیقی گروه‌های فوق تفاوت زیادی دارد، همان‌طور که مخاطبانی که برای آنها موزیک تهیه می‌کنند متفاوت است.